# 불개
불개 또는 불살견은 한국 신화의 등장하는 상상의 개이자, 경상북도 영주시 인근이 원산지인 한국의 전통 개 품종이다.

## 신화
옛날 하늘에 있는 수 많은 나라 중 가막나라가 있었다. 가막나라 사람들은 사나운 개들을 많이 키우고 있었다. 가막나라의 임금은 나라가 어두운 것을 걱정하여, 백성들이 기르던 사나운 불개를 불러 해와 달을 훔쳐오라고 하였다. 불개는 입으로 해를 물려고 하였지만, 해가 너무 뜨거운 나머지 물 수가 없어 포기하고 돌아왔다. 이를 본 임금은 불개에게 화를 내며, 더욱 사나운 불개를 보내며 대신에 달을 훔치도록 하였다. 그러나 이번에는 달이 너무 차가운 나머지 입이 얼어붙어 버렸고, 이번에도 결국 포기하고 돌아오게 된다. 임금은 이후에도 계속해서 불개를 보냈지만 매번 실패하였다. 이렇게 불개들이 해와 달을 물 때마다 그 부분이 어둡게 보였고, 일식과 월식이 가막나라의 불개 때문에 생긴다고 전해진다.
채록본에 따라 가막나라의 이름이 까막나라, 까망나라, 암흑국(暗黑國), 암흑나라, 암흑의 나라, 어둔 나라 등으로 불리기도 하였다.
1930년 발간된 손진태의 《조선민담집》(朝鮮民譚集)에서는 〈일식과 월식〉이라는 이름으로 위 이야기를 1923년 함흥에서 채록한 것으로 기록하였으며,, 1952년 발간된 정인섭의 《한국의 설화》(Folktales from Korea)에 수록된 〈불개〉(The Fire Dogs)는 1912년 언양에서 채록한 것으로 원전을 밝히고 있다. 임석재(任晳宰, 1903~1998)의 《한국구전설화》(韓國口傳說話)에서는 1915년 순창에서 채록본을 수록하고 있다.

## 품종
불개는 소백산맥에 살던 늑대가 민가로 내려와 집개와 교배해 생긴 늑대개의 일종으로 추정하고 있다. 불개는 영주시 뿐만 아니라 안동시, 충청북도 단양시에서 쉽게 찾아볼 수 있었으나, 약개로 불리며 어혈을 풀어주고 환자의 회복에 좋다는 소문이 퍼지면서 식용으로 쓰이며 멸종 위기 상태에 이르기도 하였다. 지난 2001년부터 동양대학교 생명화학공학부 고승태 교수가 불개 복원을 시도하여 5년간 90여마리로 늘리는데 성공하기도 하였다.
불개의 몸길이는 50~55 cm, 몸무게는 15~25 kg 가량이며, 눈·코·입·발톱이나 속살 등 신체 모든 부위가 붉은 것이 특징이다. 야생성과 경계심이 특히 강하며 나무를 잘 타기도 한다. 출산 시 땅을 파고 새끼를 출산하는 경향이 있다. 적갈색의 정읍불개와 적황색의 영주불개가 현존하고 있다. 적갈색 정읍불개의 경우 전북특별자치도 정읍시에 위치한 한 농원에서 보존을 하고 있으며, 현재 전국에 약 150~200여 마리로 추산되는 개체수가 분포하고 있다. 2024년 6월 30일에는 정읍불개가 유엔식량농업기구(UN FAO) 가축다양성정보시스템(DAD-IS)에 고유 자원으로 등록되었다.

## 대중 문화
불개 설화는 1994년 작가 정승각(1961~)의 동화책 《까막나라에서 온 삽사리》에서 각색되기도 하였다.

## 같이 보기
- 펜리르